# Gonfanon
Gonfanon nebo gonfalon (italsky: gonfalone, etymologie con falone = pod ochranou, nebo con fanone = s vlajkou) je heraldická vlajka, standarta či korouhev, zpravidla obdélníkového nebo čtvercového tvaru, ušitá z tkaniny nebo malovaná na desku, vždy ukončená klínovitými jazyky (tzv. plameny), 3–6 stuhami nebo pruhy. Gonfanon bývá zavěšen svisle, připevněn na křížové ráhno, později přímo na ratiště. Může být opatřen ještě dlouhými stuhami či fábory.

## Historie
Nejdříve byl používán italskými městy (Florencie, Lucca, Siena, Benátky...), bratrstvy, cechy a dílnami. Vznikl v Itálii, je odvozen z římského praporu nazývaného labarum, ale během 12. století ho začali používat i rytíři křížových výprav, němečtí rytíři jako bojový prapor, a také hanzovní města.
Jeho synonyma jsou korouhev, guidon či standarta.

## Použití
Gonfanon byl používán pro vojenské, slavnostní světské (komunitní, profesní či spolkové) nebo náboženské účely. Vojenské a slavnostní korouhve byly vyznačeny erbem, emblémem, heraldickou figurou či jiným znakem, doprovázeným rámujícími, často složitými ozdobami. Náboženské gonfanony se užívají dosud, nosí se v procesích a slouží jako dekorace chrámů. 

## Gonfalonier
Gonfalonier byl ochránce nesoucí či uchovávající korouhev nebo prapor. Ve středověku byl čestný titul praporečníka – ochránce církve Gonfalonier della chiesa  zaveden v 11. století. Prvním gonfalonierem jmenoval papež Mikuláš II. roku 1059 Viléma z Montreuil, dalšími gonfaloniery bývali králové, například Ludvík I. Veliký, Ludvík II. Neapolský nebo Alfons V. Aragonský, ale také členové šlechtických rodin Borgiů nebo Farnese. Zánik titulu této čestné funkce je spojen se jménem Odoarda I. Farnese, kterého papež Urban VIII. roku 1641 exkomunikoval. Funkci gonfaloniera pak nahradil titul vexillifer.

## Galerie

Gonfanon Böblingenu
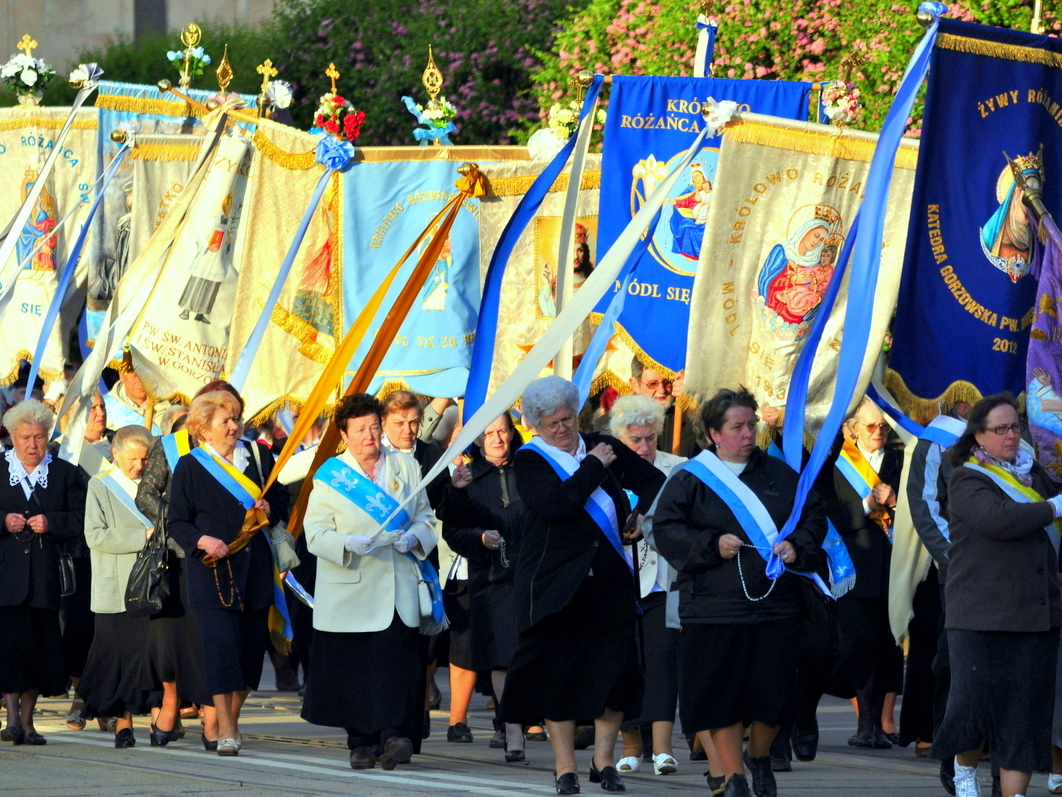
Procesí s gonfanony ve Velkopolském Hořově
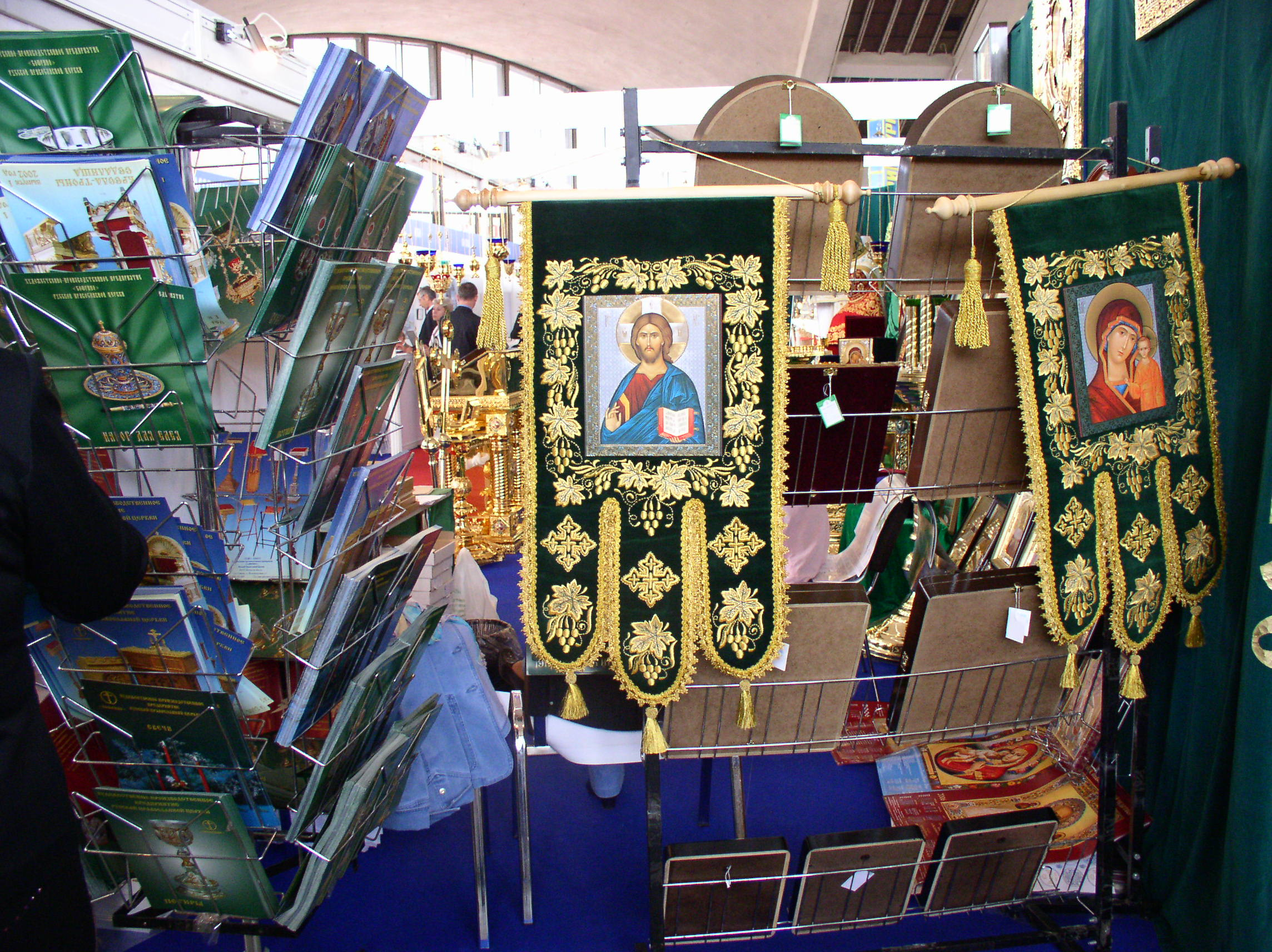
Pravoslavné prapory v Minsku